# Сокіл (район Москви)
Сокіл (рос. Сокол) — адміністративний район в Москві, входить до складу Північного адміністративного округу. Населення станом на 1 січня 2017 року 59073 чол., площа 3,72[ км² 
Район утворено 2 березня 1992 року.

На території району розташована станція метро Сокіл.